# Efebo de Toledo
El Efebo de Toledo (o Paco para sus descubridores) es el nombre por el que se conoce los restos de una escultura de mármol romana que se puede datar en torno a la primera mitad del siglo II d. C. Fue encontrada el 21 de junio de 2017 en los sótanos de una vivienda particular, en el entorno de la plaza de Amador de los Ríos de Toledo, Castilla-La Mancha, España. 
La escultura presenta pérdida volumétrica: le falta al menos la cabeza, los brazos a partir de los hombros y parte de las piernas, desde las rodillas. Se encontró en el entorno de un edificio romano —unas termas—, bajo un criptopórtico que ha sido excavado hasta una profundidad de un metro, a cuatro metros y medio de la superficie. De las investigaciones preliminares parece desprenderse que la estatua permaneció enterrada desde hace unos 1400 años. En su estado actual mide alrededor de un metro. Según los expertos que la han estudiado tiene una gran factura técnica. El mármol parece proceder de la isla griega de Paros.
Para los arqueólogos responsables del hallazgo y el estudio (Carmelo Fernández y José Miguel Noguera) la estatua correspondería al modelo del Sátiro de Lamia, con una muestra en el Museo Nacional de Atenas, aunque con el juego de piernas a la inversa, y a otro sátiro, reconstruido como dadóforo y conocido como Dadóforo Ludovisi (Museo Nacional Romano). Con más precisión se prefiere denominarla por el momento "Sátiro tipo Toledo". 
La escultura se ha depositado en el Museo de Santa Cruz de la propia Toledo en diciembre de 2017, permaneciendo fuera de exposición.

Modelos más próximos a la escultura hallada
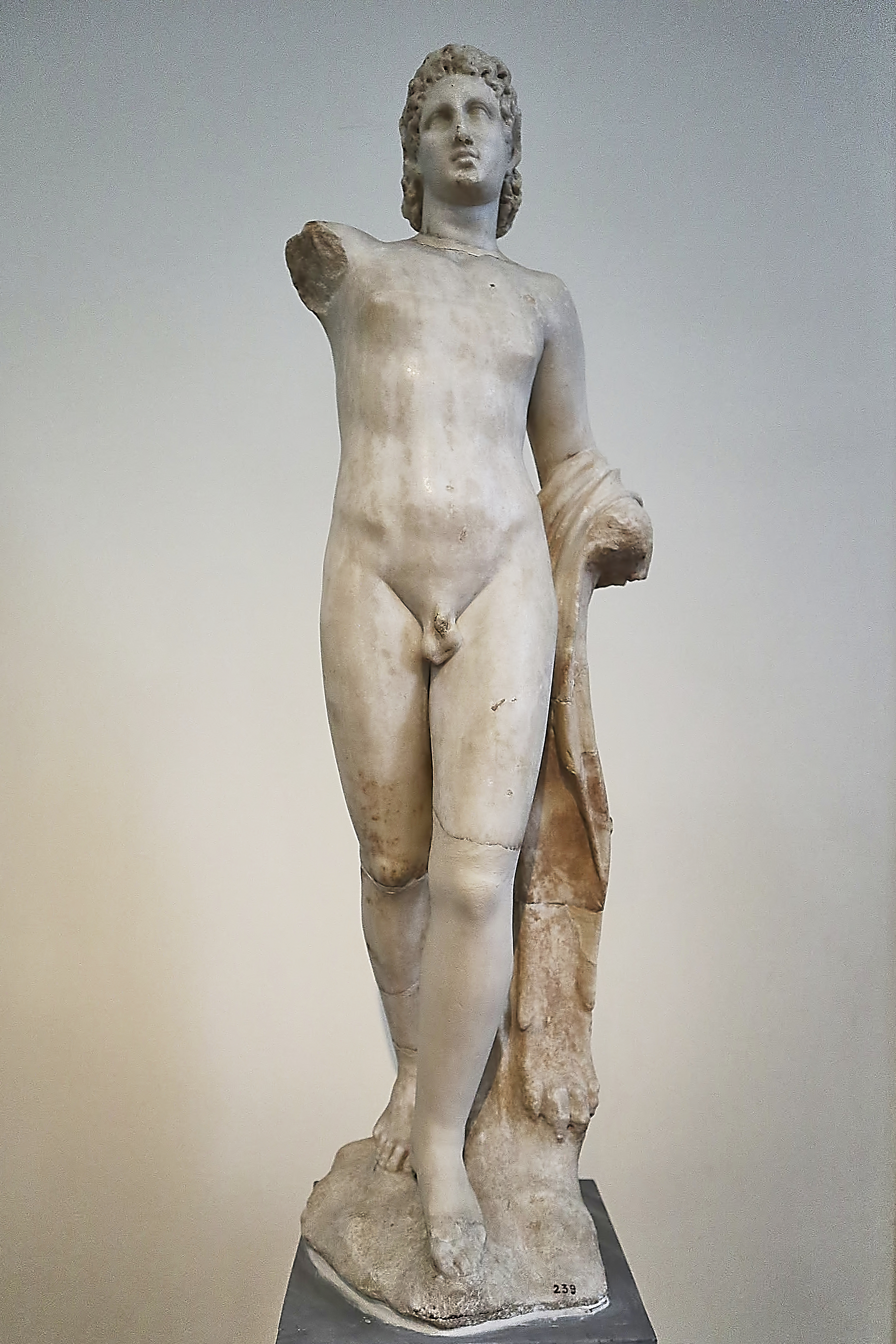
Estatua de Sátiro de Lamia. Siglo III a. C., en el Museo Nacional de Atenas.
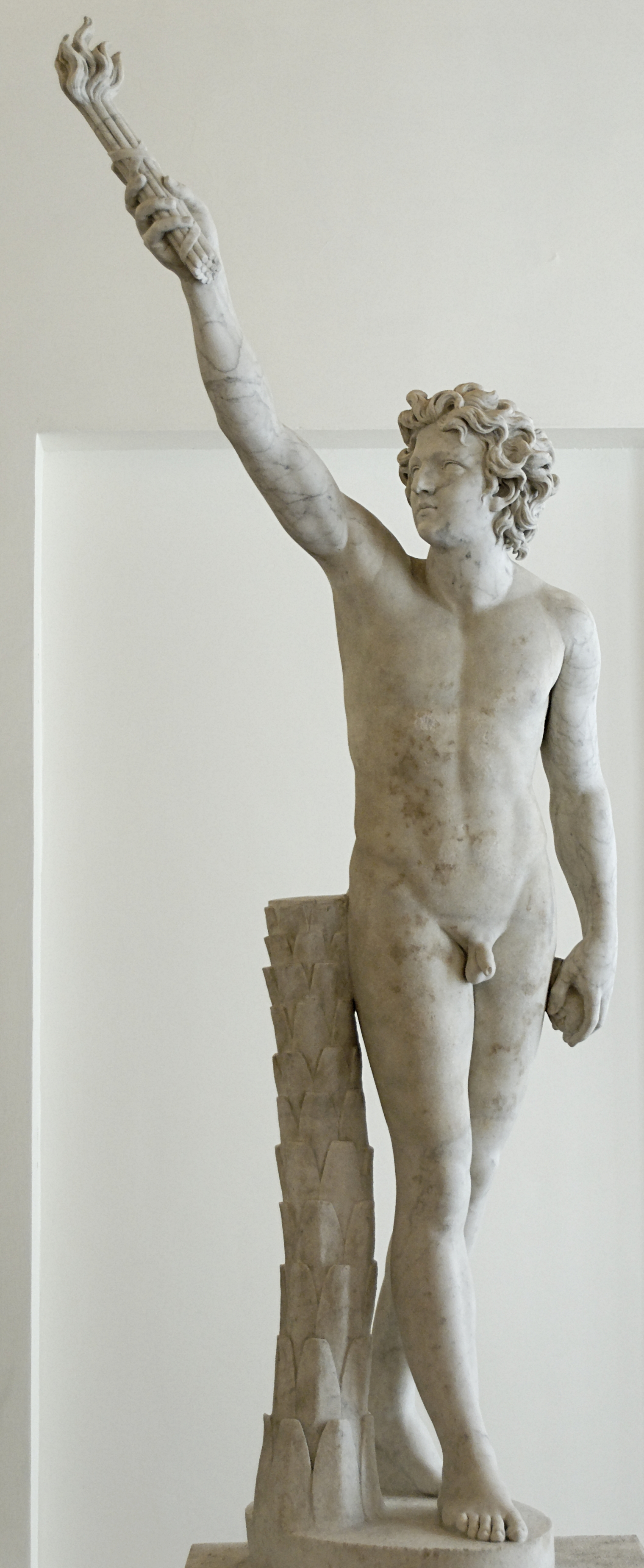
Dadóforo Ludovisi en el palacio Altemps.
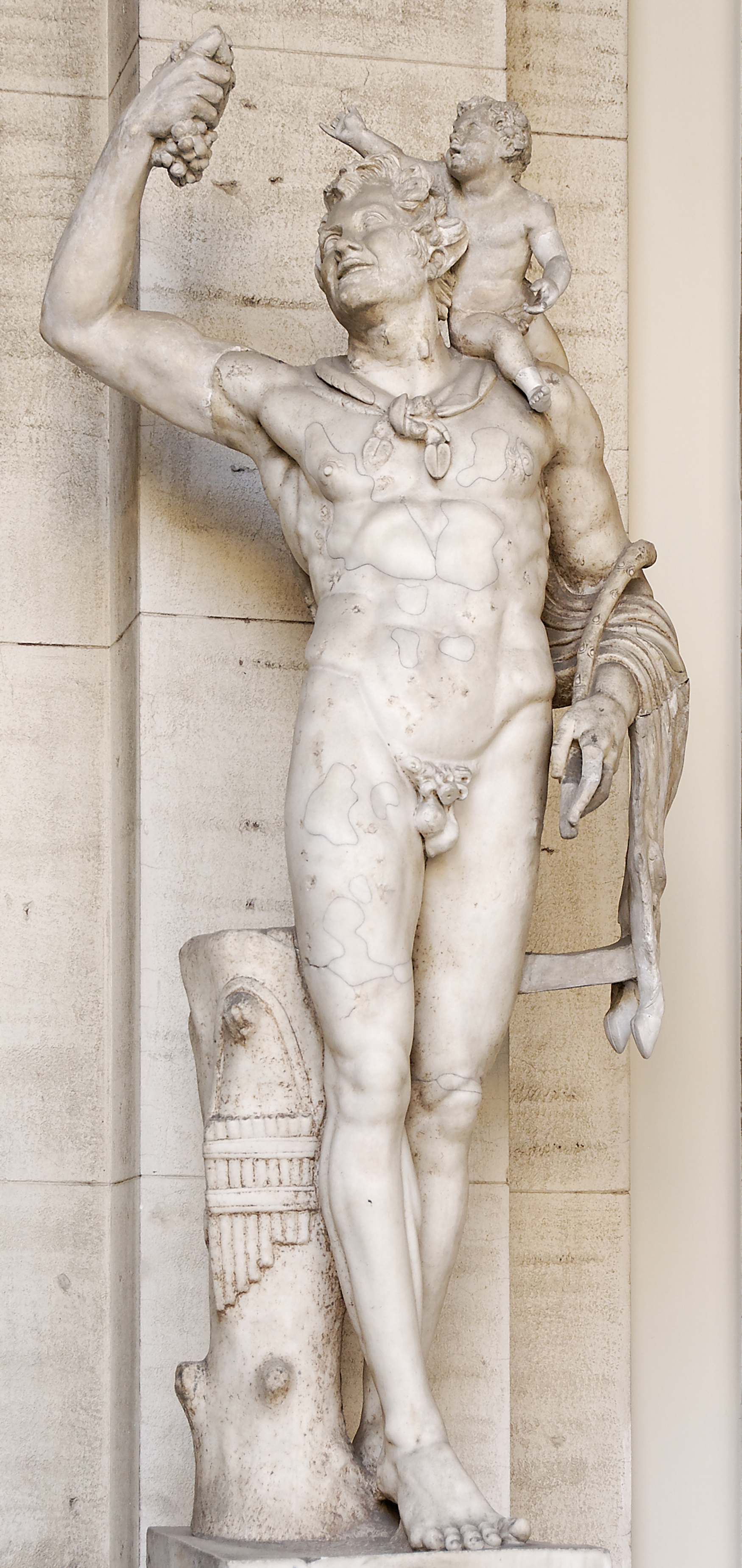
Sátiro con Dionisos niño del museo Pio-Clementino.

Figuras de sátiros, efebos y apolos con las que parece relacionarse el hallazgo
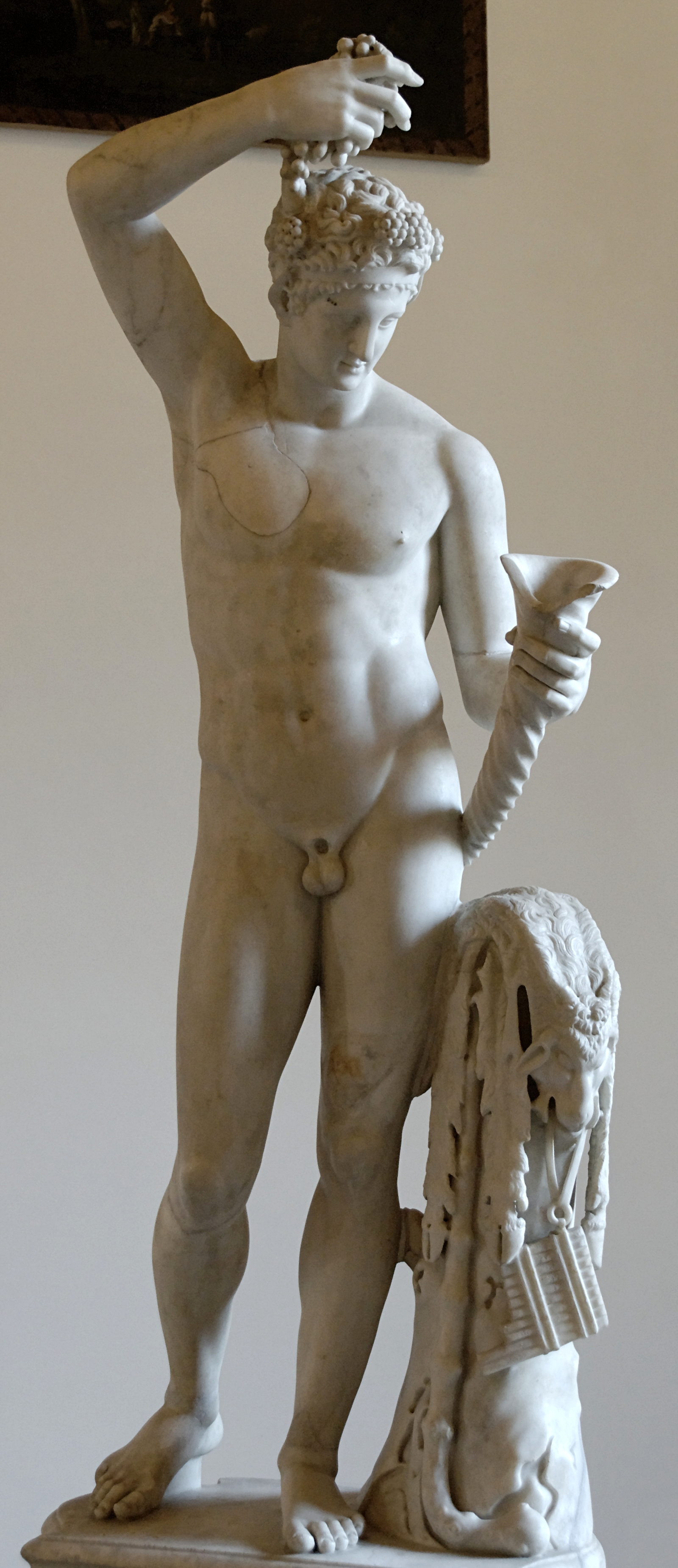
Sátiro escanciador, en la colección Ludovisi. Copia romana del atribuido a Praxíteles.
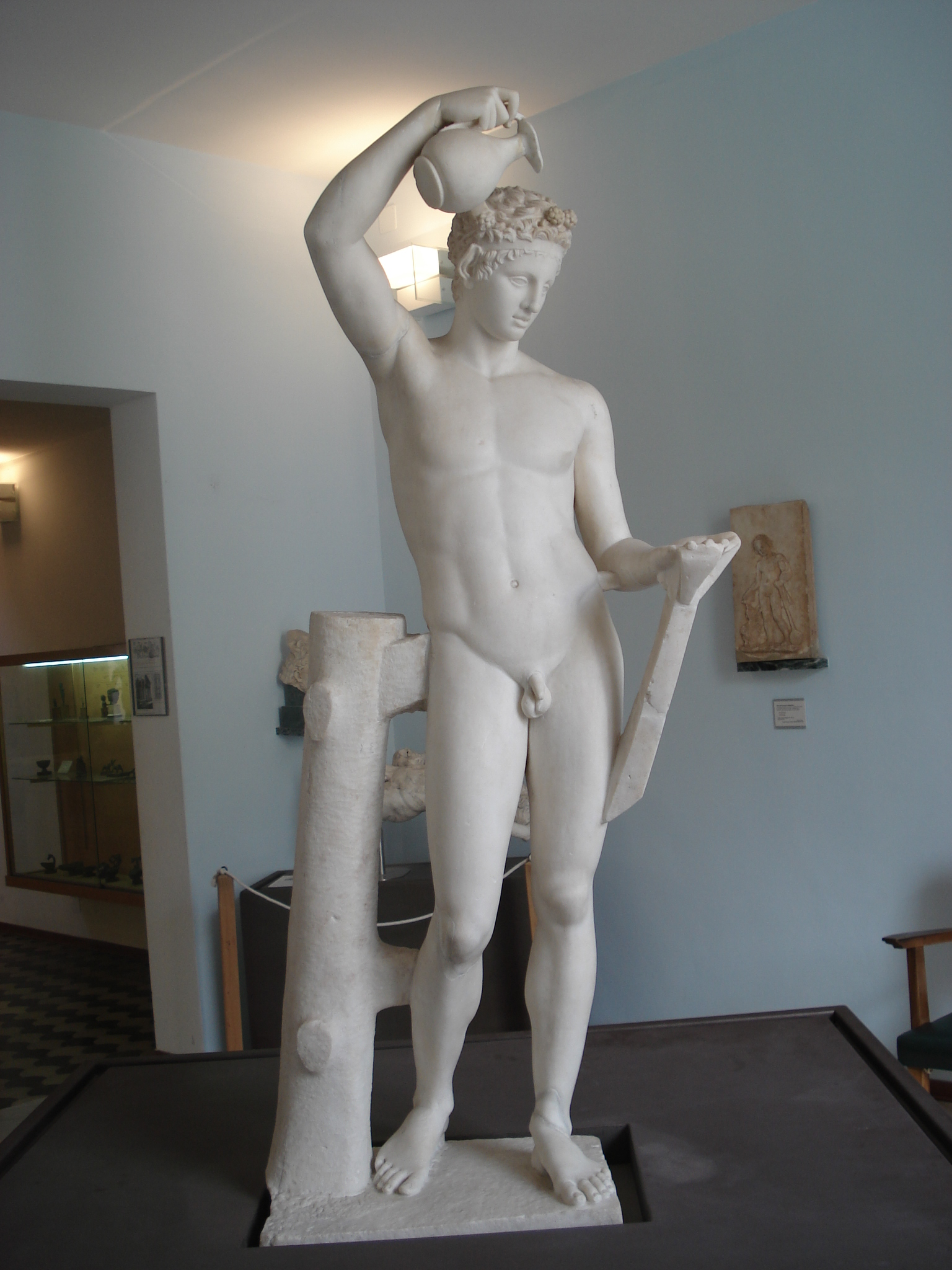
Sátiro escanciador, copia romana hallada en 1797 en la Villa Sora en Torre del Greco, cerca de Nápoles. Según el modelo praxiteliano.
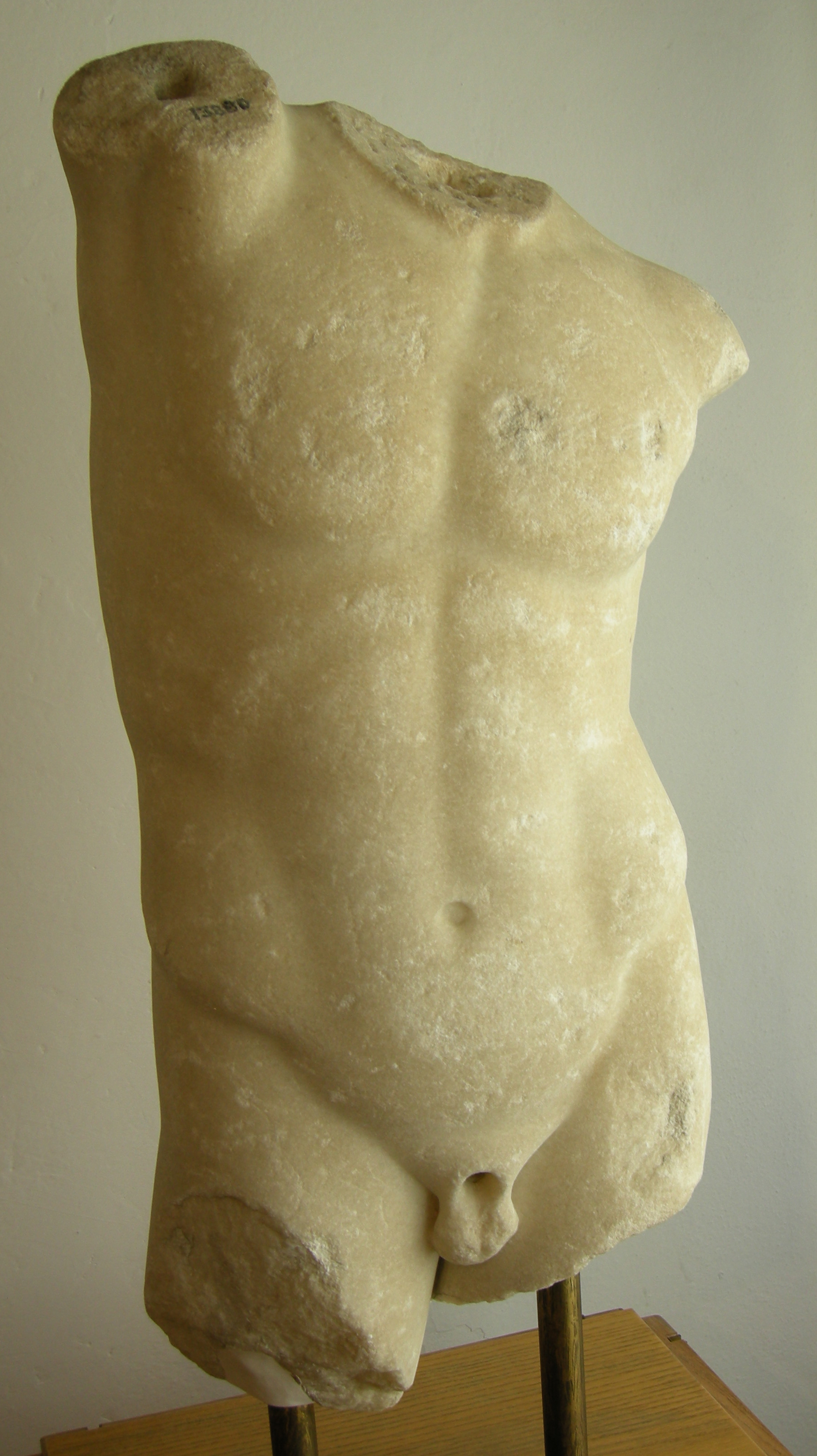
Sátiro escanciador, en el Museo Arqueológico de Fiesole. También del modelo praxiteliano.
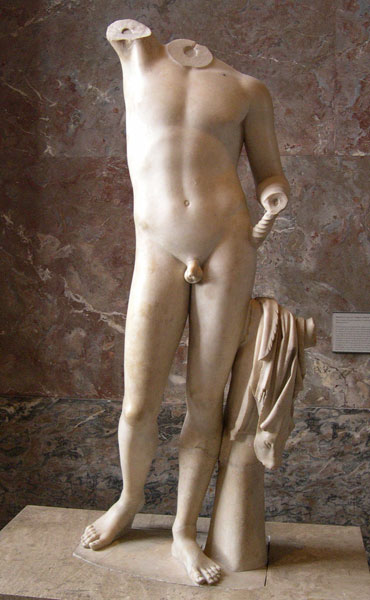
Sátiro escanciador, copia romana, en el Louvre. Según el modelo praxiteliano.
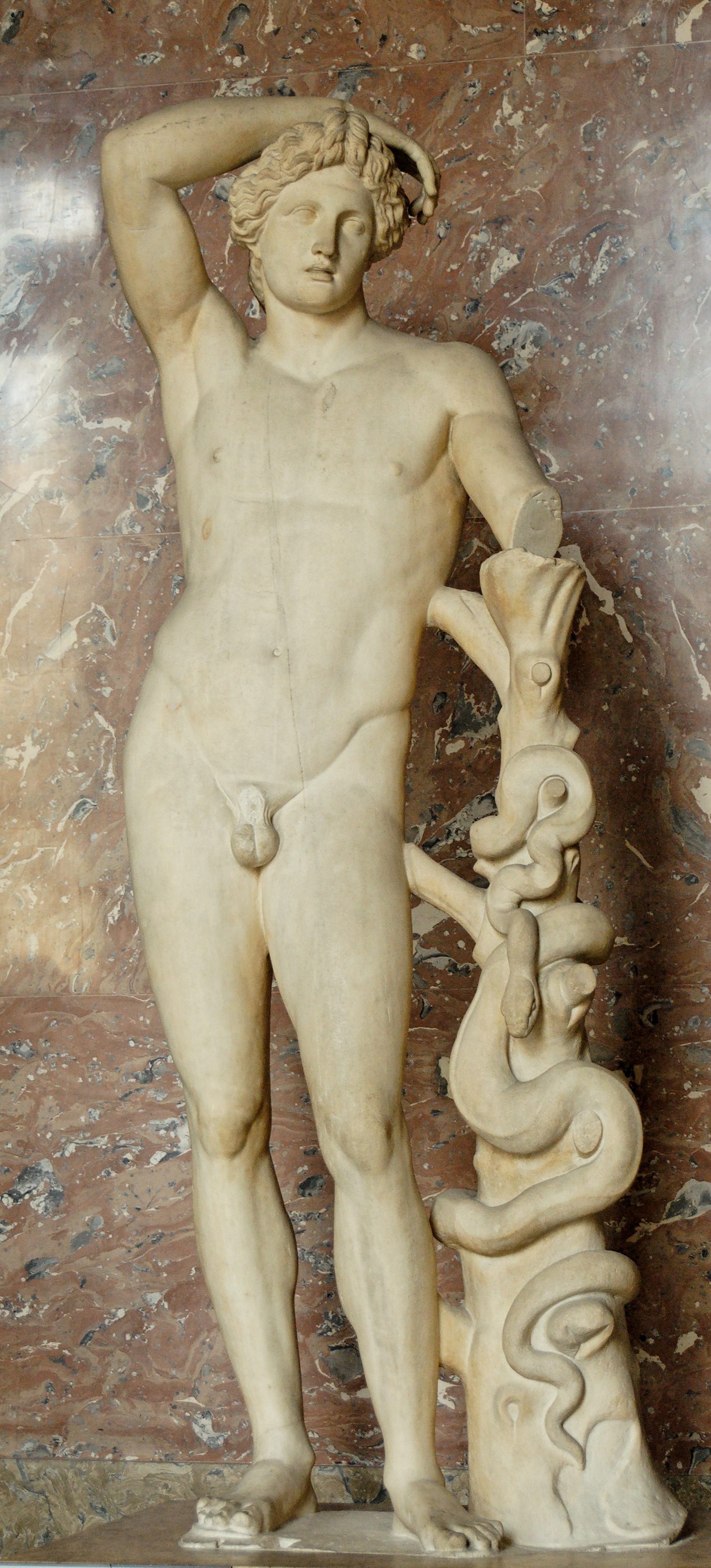
Apolo Licio del Louvre, según un modelo de Praxíteles.
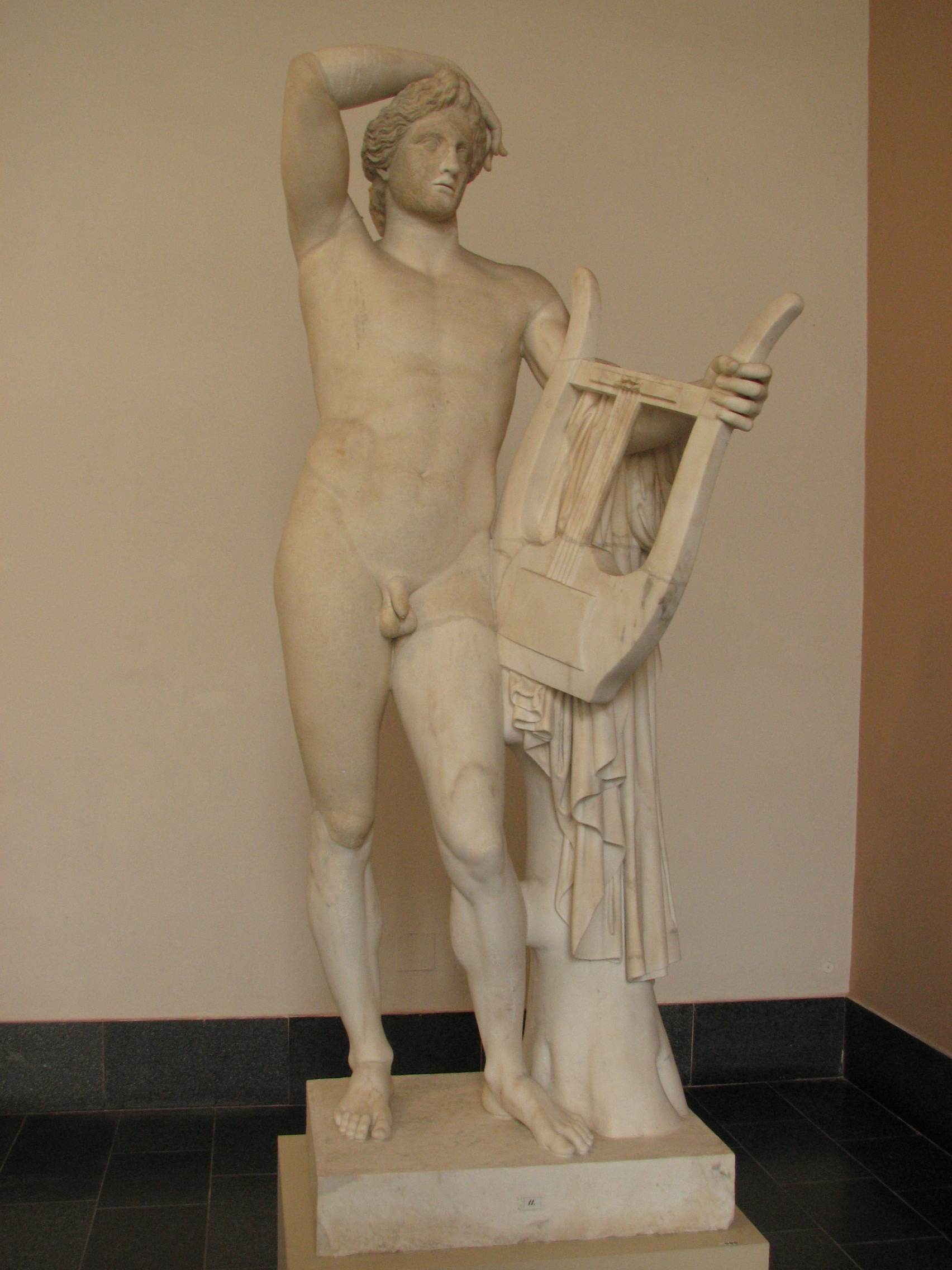
Apolo Citaredo, actualmente en Berlín.
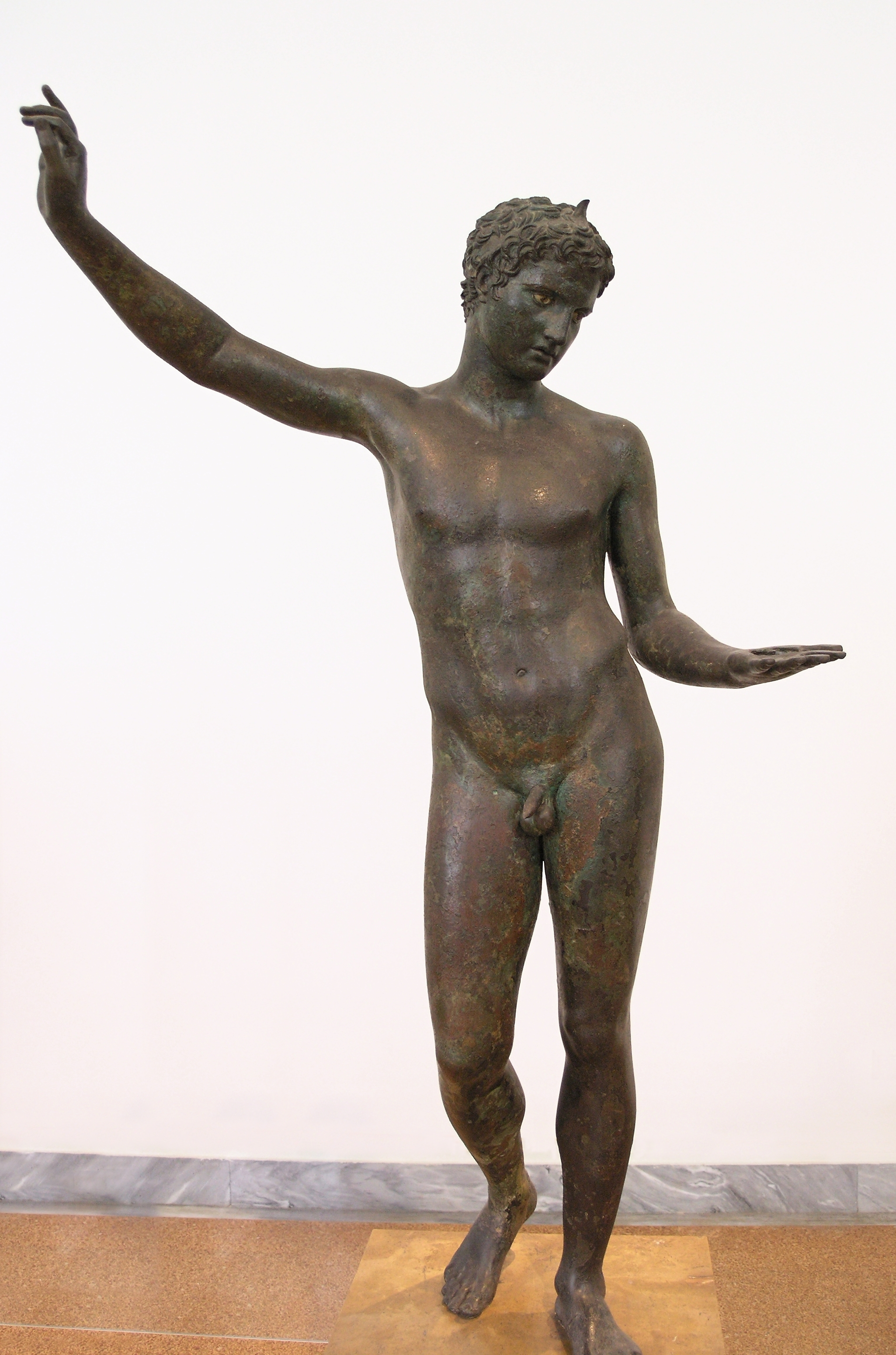
Efebo de Maratón de atribución discutida, hallado en 1925 en la bahía de Maratón, depositado en el Museo Arqueológico Nacional de Atenas.